# Antiga língua de sinais francesa
Antiga Língua de Sinais Francesa é um termo que designa, basicamente, a língua da comunidade surda, no 18º século, em Paris, aquando da criação dos primeiros estabelecimentos de ensino para surdos. As primeiras referências a esta língua remontam ao tempo de Charles-Michel de l'Épée, educador de surdos.
A Antiga Língua de Sinais Francesa não está ligada ao Francês Antigo, que foi usado de 1000 AD a 1300 AD.